# 자위단원호회
자위단원호회(自衛團援護會)는 대한제국 말기에 활동한 일진회 산하의 단체이다.

## 개요
자위단원호회는 1907년 11월 19일에 "지방 폭도를 귀순케 하고 양민을 안업케 할 방략"으로 결성되었다. 이 무렵은 대한제국 군대 해산 이후 해산 군인들이 대거 의병 운동에 참여하면서 전국적으로 소요 사태가 잦았다. 의병들은 한일 병합을 촉구하는 일진회의 주장에 반대하며 일진회원을 공격하기도 했다. 이에 의병 운동을 진압하고 여론을 안정시키기 위해 일진회는 자위단원호회를 조직했다. 자위단원호회라는 이름은 각 지방에서 일진회원이나 지역 유지들이 자위단이라는 단체를 결성해 의병 운동에 맞선 데 대해 이를 돕기 위한 조직이라는 의미이다.
일진회는 정식으로 자위단원호회를 출범시키기 전인 1907년 10월부터 '각 지방 폭도 형탐진정 총대'라는 이름으로 대표를 각 지역에 파견하여, 의병의 동태를 정탐해 자수를 권하고 일반 주민에게는 선전 활동을 벌였다. 이 조직을 공식화시킬 필요를 느낀 일진회는 11월 6일 대한제국 내각총리대신 이완용과 통감부의 이토 히로부미에게 조직건의서를 제출했다. 11월 19일에 발기회를 열고 회장에는 한성부 부윤인 장헌식을 추대하였다.
자위단원호회는 발족 직후 임원과 지방위원, 담당 구역 등을 구성·조직하였고, 회원들은 곧바로 맡은 구역으로 출발했다. 이들은 양복 차림으로 모두 총을 소지한 채 한일 병합 반대 세력을 무력으로 위협하는 활동을 펼쳤다. 자위단원호회는 일본인을 고문으로 추대하고 통감부에서 파견된 관리가 지방 순회에도 동행하는 등 통감부의 조종을 받은 흔적이 뚜렷하다.

## 조직과 회원
주요 임원과 담당 구역은 같다. 
- 순회총부장 : 이용구 (일진회장)
- 향관 : 한국정
- 회계 : 최운섭
- 서기 : 박지양
- 통역 : 한경원
- 제1부위원장 : 김호중 (서울, 경기도, 황해도)
- 제2부위원장 : 윤정식 (서울, 경기도, 강원도, 충청북도)
- 제3부위원장 : 이희덕 (경기도, 강원도)
- 제4부위원장 : 최정덕 (경상북도)
- 제5부위원장 : 유학주 (충청북도, 전라북도, 전라남도)
- 제6부위원장 : 원세기 (경기도, 충청남도, 충청북도)
- 제7부위원장 : 홍윤조 (황해도, 평안남도, 평안북도)
- 제8부위원장 : 박해묵 (함경남도)
- 제9부위원장 : 김재곤 (함경북도)
- 제10부위원장 : 최동섭 (평안북도)
- 제11부위원장 : 이범철 (경상남도)

## 참고 자료
- 친일인명사전편찬위원회 (2004년 12월 27일). 《일제협력단체사전 - 국내 중앙편》. 서울: 민족문제연구소. 3~24쪽쪽. ISBN 8995330724.
- 친일반민족행위진상규명위원회 (2006년 12월). 〈이용구〉 (PDF). 《2006년도 조사보고서 II - 친일반민족행위결정이유서》. 서울. 743~752쪽쪽. 발간등록번호 11-1560010-0000002-10. 2007년 9월 26일에 원본 문서 (PDF)에서 보존된 문서. 2008년 5월 20일에 확인함.